# Horodziłowo (Bierazinskaje)
Horodziłowo – dawny majątek. Obecnie  część agromiasteczka Bierazinskaje na Białorusi, w obwodzie mińskim, w rejonie mołodeckim, w sielsowiecie Horodziłowo.

## Historia
W czasach zaborów dobra w gminie Połoczany, w powiecie oszmiańskim, w guberni wileńskiej Imperium Rosyjskiego. W 1866 roku własność Achmatowiczów, wcześniej Puzynów. W 1443 roku został tu wybudowany kościół.
W latach 1921–1945 majątek leżał w Polsce, w województwie wileńskim, w powiecie wołożyńskim, a od 1927 w powiecie mołodeckim, w gminie Połoczany.
W 1931 w 2 domach zamieszkiwały 22 osoby.
Wierni należeli do parafii rzymskokatolickiej w i prawosławnej w Horodziłowie. Miejscowość podlegała pod Sąd Grodzki w Mołodecznie i Okręgowy w Wilnie; właściwy urząd pocztowy mieścił się w Połoczanach.